# Hala Tony Garnier
Hala Tony Garnier (francouzsky La Halle Tony Garnier) je lyonská stavba zapsaná v seznamu historických památek. Byla navržena v letech 1903 až 1913 a od dob své výstavby do dnešních dní několikrát změnila svou funkci.

## Charakteristika
Stavba se nachází ve francouzském městě Lyon, ve čtvrti Gerland, na soutoku řek Rhôny a Saôny.
Autorem haly je francouzský architekt a urbanista z meziválečného období, Tony Garnier. Je držitelem první ceny Prix de Rome a autorem významných projektů a realizací v Lyonu. Tato hala, jejíž původní funkcí byla aukční hala jatečných zvířat, se řadí mezi ně.
Zajímavostí této architektury je, že prošla několika funkčními změnami a ve všech fázích svého funkčního využití působila jak okázale, tak i funkcionalisticky zároveň.

## Dějiny
- Projekt byl vypracován v letech 1903–1913 Tehdy měl objekt sloužit jako aukční hala jatek la Mouche.
- V květnu roku 1914 byly přerušeny stavební práce a byla zde umístěna mezinárodní výstava o městském plánování, "La Cité Moderně".
- V srpnu roku 1914 zasáhla do historie stavby první světová válka. Výstava byla přerušena a halu zabrala armáda. Objekt byl přeměněn na továrnu na výrobu zbraní a kasárna.
- V roce 1920 armáda opustila objekt haly.
- V roce 1928 hala po několika letech oprav a dokončování konečně začala plnit svou původní funkci.
- V 60. letech padlo rozhodnutí objekt zbourat a trh se zvířaty přemístit do nového objektu na periferii města.
- V roce 1975 byl ukončen provoz budovy a proběhlo několik protestů za její zachování.
- 16. května 1975 byla hala (spolu se vstupními severními pavilony, monumentálními vazníky a východním vstupem) zapsána do seznamu historických památek.
- V roce 1988 byla provedena adaptace haly na Mezinárodní centrum pohybu a komunikací – s podnázvem transport materiální a nemateriální, pohyb informací. Projektem adaptace oslovilo město Lyon dvojici pařížských architektů Bernarda Reichena a Philippa Roberta (Reichen & Robert). Projekt využil unikátnosti kolosální haly a snaží se zapojovat část původní Garnierovy kompozice do prostředí čtvrti Gerland. Původ myšlenky vychází z tradic v regionu, tedy výroby automobilů, jízdních kol i slavných lodí "Mouches"
- Od června 1999 do května 2000 proběhla renovace památky, jejíž součástí byla instalace nového akustického řešení a jevištního vybavení.

## Současnost
V současnosti hala slouží jako Mezinárodní centrum pohybu a komunikací. Představuje největší multifunkční sál v širokém okolí města Lyon. Tato historická památka připomíná i svou funkcí dějiny Francie - první let balónu bratří Montgolfierových (Joseph-Michel a Jacques-Étienne Montgolfier), první železniční stanici a vynález bratrů Lumiérových - kinematograf.

## Rozměry a architektura
Má kapacitu až 17000 návštěvníků, ročně ji navštíví 850 000 lidí. Plocha haly má 17 000 m2, Její délka dosahuje 210 m, šířka 80m, výška 24m, objem 243000 m3, a orientace vzhledem ke světovým stranám je sever-jih. Halu zastřešuje 22 ocelových vazníků, které překlenou 80 m bez použití pilířů. V hale jsou zavěšeny dvě, 170 m dlouhé lávky.